# Camp de concentration de Sereď

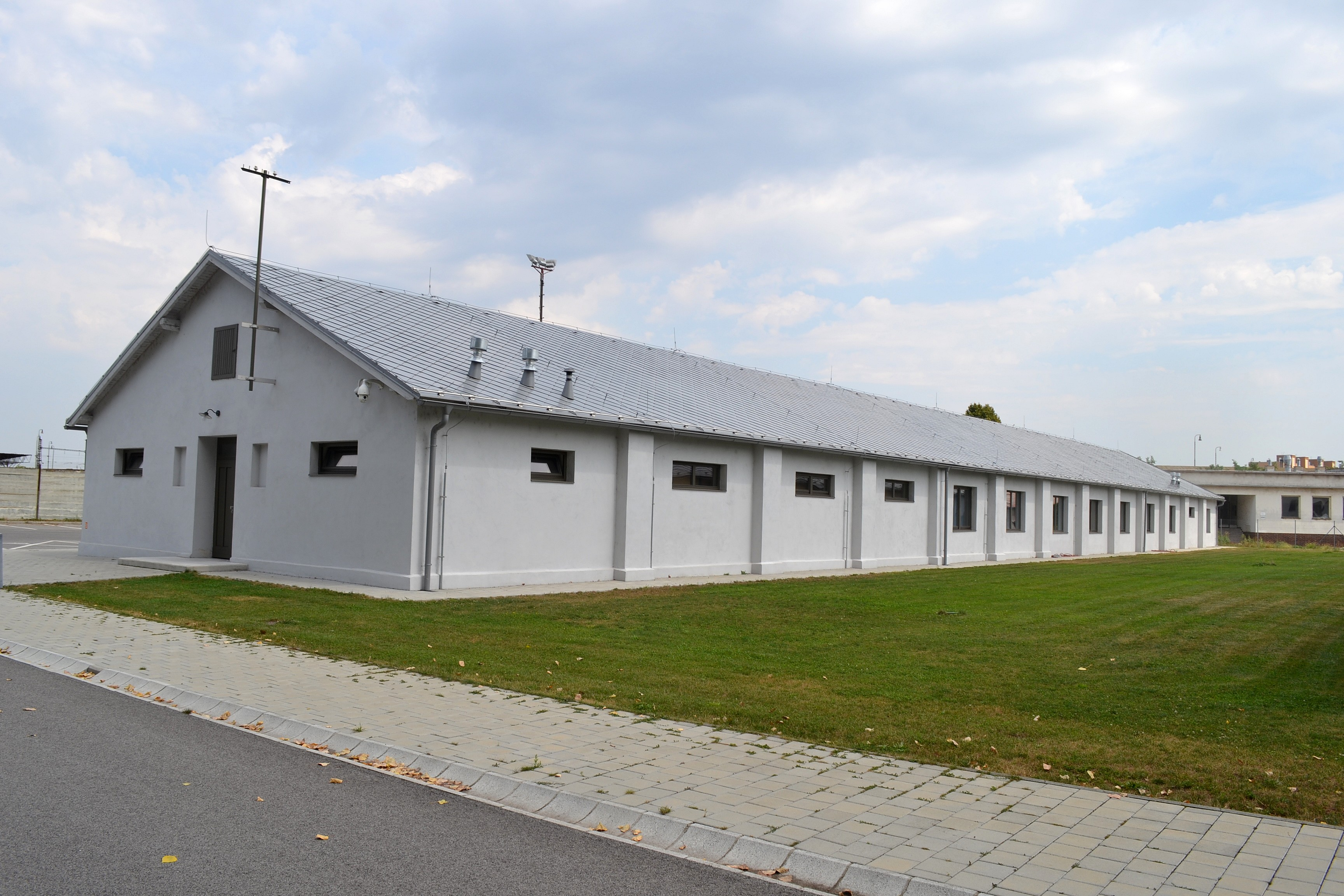
Vue du camp.

Le Camp de concentration de Sereď est un camp de concentration établi en Slovaquie durant la Seconde Guerre mondiale, de septembre 1941 au 31 mars 1945. Il sert d'abord comme camp de travail forcé pour les Juifs à partir de septembre 1941. En septembre 1944, il devient un camp de concentration sous la direction des SS. Il est surnommé l'antichambre d’Auschwitz. Le départ du dernier convoi de déportés date du 13 mars 1945. Peu après, le 31 mars 1945, le camp est libéré par l'Armée rouge.

## Histoire

### Décret du 9 septembre 1941
Le décret gouvernemental no 198/1941, du 9 septembre 1941, traite du statut des Juifs. Il abolit les droits humains et droits civiques des Juifs en Slovaquie. Il oblige les Juifs âgés de 16 à 60 ans à travailler conformément aux ordres du ministère de l'intérieur slovaque. Un camp d'internement et de travail est établi à Sereď.

### La déportation des Juifs de Slovaquie
En septembre 1944, à Bratislava, Alois Brunner assiste Josef Witiska, chef de l'Einsatzgruppe H, dans le processus de déportation des Juifs slovaques. Il organise, dans la nuit du 25 au 26 septembre 1944, la rafle de 1 800 Juifs de la capitale slovaque qui sont internés avec les 5 000 du camp de concentration de Sereď, antichambre d’Auschwitz. Plus de 13 500 Juifs sont déportés de Slovaquie sur ordre de Brunner.
Le dernier convoi qu'il organise avant la fin de la guerre part le 13 mars 1945 de Sered.